# Krotóni Alkmaión
Krotóni Alkmaión (ógörögül: Ἀλκμαίων, latinul: Alcmaeon) Peirithosz fia, Püthagorasz tanítványa. Híres hellén orvos, természettudós és filozófus. Foglalkozott meteorológiával és asztrológiával is. Az életét Kr. e. 520 körülre teszik.
Munkái – néhány töredéket leszámítva – elvesztek. Szerinte a négy elem (meleg, hideg, nedvesség és szárazság) egyensúlya alapja az egészségnek, valamelyiknek túlsúlya pedig a betegség előidézője. A lelket halhatatlannak gondolta. Favorinus szerint ő állította össze az első természetfilozófiai értekezést.

## Orvoslás
Állítólag ő végzett először viviszekciót (élveboncolás) állatokon, és ő fedezte fel az Eustach-féle kürtöt és a látóideget. Felismerte, hogy a kecske látóidege az agyba vezet, ebből azt a következtetést vonta le, hogy általában az érzékelés központja az agy. A gondolkodás központjaként is az agyat jelölte meg.